# 등단 (조선)
등단(登壇)은 조선시대에 각 군영(軍營, 군부대)의 최고 관직인 대장(大將) 직책에 오르는 것 또는 대장 지위에 오르는 의례를 말한다. 대장으로 임명되면 대장이 올라설 수 있는 단, 즉 장단(將壇)에 올라 휘하 군사를 사열 또는 열병하는 것으로 그 권위를 높여주었다. 등단한 신하를 장신(將臣)이라 하며, 관직에 임명되었을 때 사정에 구애받지 않고 사직상소를 올릴 수 있었다. 이렇게 등단한 인물의 명단을 모은 《등단록(登壇錄)》이 여러 판본 전해지고 있다.

## 등단 종류
등단은 중앙 군영의 등단, 그리고 그외 군영의 외등단으로 구분된다.
- 등단(登壇)

훈련도감 종2품 대장
금위영 종2품 대장
어영청 종2품 대장
장용영 종2품 대장
무위소 종2품 도통사
수어청 종2품 수어사
통위영 영사 : 해방아문(海防衙門), 해방영(海防營)
- 외등단(外登壇)

총융청 종2품 총융사 : 반등단(半登壇)이라고도 함, 순조 때부터 시행
경리청 경리사 : 반등단이라고도 함
삼도수군통제영 종2품 삼도수군통제사
진무영 진무사 : 1866년(고종 3년)부터 시행